# Steentje (Brihang)
Steentje is een nummer van de Vlaamse zanger Brihang. Het nummer werd uitgebracht op 19 april 2019, als eerste single van zijn tweede langspeler Casco. Het nummer werd Catch of the Day op de radiozender Studio Brussel, en werd gepromoot door de zanger tijdens de televisieshow Vandaag. 
In het nummer reflecteert de zanger over het steentje in zijn schoen: wat voor anderen hooguit een hinderlijk nevenverschijnsel zou vormen, is voor hem dan weer een aanleiding om scherpzinnig te reflecteren over de zin en de onzin van het bestaan.  Vijf dagen na de release van het nummer kwam de videoclip uit van Steentje, die al bijna een half miljoen keer werd bekeken. De clip eindigt met Brihang, die op de aanhangwagen van een truck in de file op de Brusselse ring zijn ergernis verbijt. De clip kreeg een nominatie voor een MIA. De single zelf werd bekroond met goud in 2020.